# NEE-02 Krysaor
NEE-02 Krysaor — другий штучний супутник Еквадору. Супутник був створений Еквадорським цивільним космічним агентством і запущений російською ракетою українського виробництва «Дніпро» з російського космодрому «Ясний» 21 листопада 2013 року.
NEE-02 Krysaor дуже подібний до першого еквадорського супутника NEE-01 Pegaso, але містить деякі вдосконалення, зокрема, довші сонячні батареї, високошвидкісну цифрову систему передачі та камеру високої чіткості. 25 січня 2014 року NEE-02 Krysaor передав своє перше відео, а також відновив аудіосигнал від NEE-01 Pegaso, який був раніше ушкоджений зіткненням з космічним сміттям.